# Equipos participantes en la Copa Mundial de Fútbol de 1994

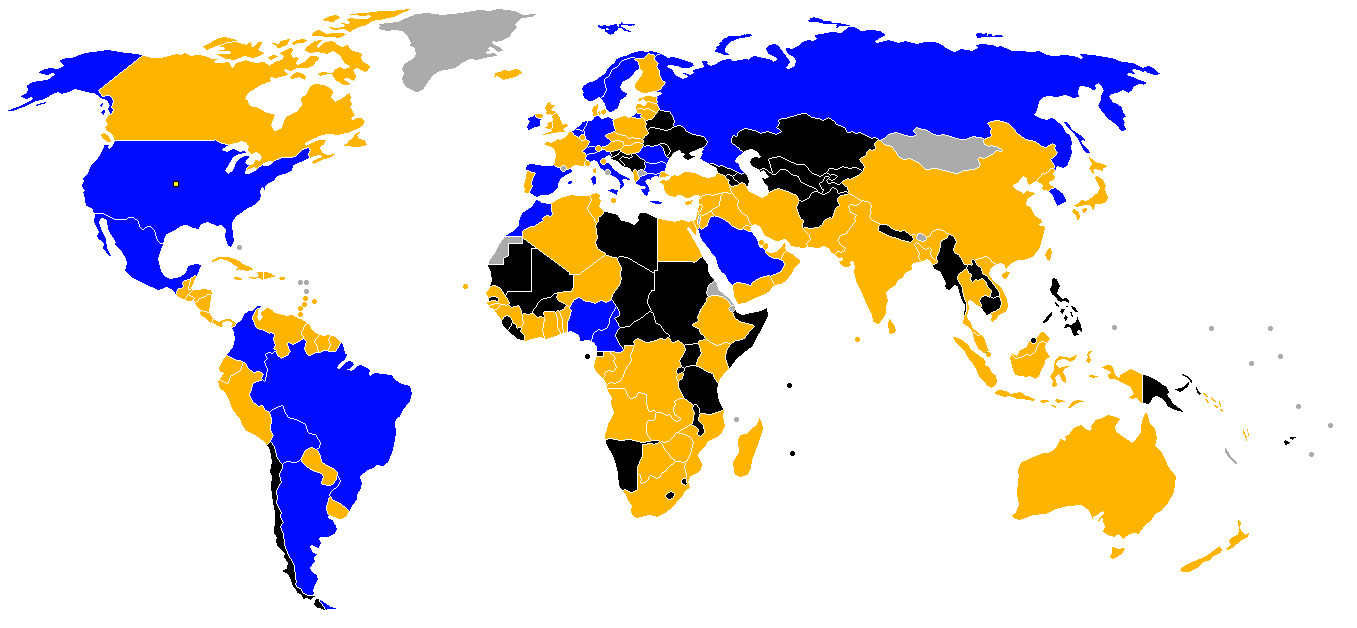
Equipos participantes de la Copa Mundial

Para la XV Copa Mundial de Fútbol, que se realizó en Estados Unidos entre el 17 de junio y el 17 de julio de 1994, 24 equipos clasificaron a la fase final. Los 24 equipos participantes fueron divididos en seis grupos de cuatro integrantes. De cada grupo, los dos mejores equipos se clasificaron a una segunda fase de eliminación directa, además de los cuatro mejores terceros, para determinar al campeón del evento.

## Equipos
Previamente, 147 equipos se inscribieron para el proceso clasificatorio de cada continente, clasificando finalmente: 13 equipos de Europa (incluyendo a Alemania, clasificado automáticamente como vigente campeón), 2 de Norteamérica (incluyendo al organizador), 4 de Sudamérica, 2 de Asia y 3 de África. De éstos, 3 equipos participan por primera vez en estas instancias, aunque cabe destacar que Rusia ya había participado, como sucesor legal del seleccionado de la Unión Soviética.
Los equipos participantes en dicho torneo son:
| Equipo (ver en detalle) | Equipo (ver en detalle) | Equipo (ver en detalle) | Participaciones previas | Participaciones previas | Participaciones previas |
| Equipo (ver en detalle) | Equipo (ver en detalle) | Equipo (ver en detalle) | Total                   | Cons.                   | Última                  |
| ----------------------- | ----------------------- | ----------------------- | ----------------------- | ----------------------- | ----------------------- |
|                         | Alemania                | 3/3 estrellas           | 13                      | 11                      | 1990                    |
|                         | Arabia Saudita          |                         | 1                       | 1                       | -                       |
|                         | Argentina               | 2/2 estrellas           | 11                      | 6                       | 1990                    |
|                         | Bélgica                 |                         | 9                       | 4                       | 1990                    |
|                         | Bolivia                 |                         | 3                       | 1                       | 1950                    |
|                         | Brasil                  | 3/3 estrellas           | 15                      | 15                      | 1990                    |
|                         | Bulgaria                |                         | 6                       | 1                       | 1986                    |
|                         | Camerún                 |                         | 3                       | 2                       | 1990                    |
|                         | Colombia                |                         | 3                       | 2                       | 1990                    |
|                         | Corea del Sur           |                         | 4                       | 3                       | 1990                    |
|                         | España                  |                         | 9                       | 5                       | 1990                    |
|                         | Estados Unidos          |                         | 5                       | 2                       | 1990                    |
|                         | Grecia                  |                         | 1                       | 1                       | -                       |
|                         | Irlanda                 |                         | 2                       | 2                       | 1990                    |
|                         | Italia                  | 3/3 estrellas           | 13                      | 9                       | 1990                    |
|                         | Marruecos               |                         | 3                       | 1                       | 1986                    |
|                         | México                  |                         | 10                      | 1                       | 1986                    |
|                         | Nigeria                 |                         | 1                       | 1                       | -                       |
|                         | Noruega                 |                         | 2                       | 1                       | 1938                    |
|                         | Países Bajos            |                         | 6                       | 2                       | 1990                    |
|                         | Rumania                 |                         | 6                       | 2                       | 1990                    |
|                         | Rusia                   |                         | 8                       | 4                       | 1990                    |
|                         | Suecia                  |                         | 9                       | 2                       | 1990                    |
|                         | Suiza                   |                         | 7                       | 1                       | 1966                    |

## Lista de jugadores
A continuación se muestran los planteles para la fase final de la Copa Mundial de Fútbol de 1994 en Estados Unidos. Para determinar la edad de los futbolistas se tomó como referencia el 17 de junio de 1994, día del comienzo del torneo.
Grecia, Italia, Arabia Saudita y España fueron los únicos países que tenían a todos sus jugadores seleccionados de clubes nacionales, mientras que Irlanda y Nigeria no tenían futbolistas de equipos locales. Arabia Saudita fue el único combinado sin convocados de conjuntos europeos.

### Grupo A

#### Colombia
Entrenador:  Francisco Maturana
| No. | Pos. | Jugador               | Fecha de nacimiento (edad)         | Apa. | Club               |
| --- | ---- | --------------------- | ---------------------------------- | ---- | ------------------ |
| 1   | POR  | Óscar Córdoba         | 3 de febrero de 1970 (24 años)     | 27   | América de Cali    |
| 2   | DEF  | Andrés Escobar        | 13 de marzo de 1967 (27 años)      | 15   | Atlético Nacional  |
| 3   | DEF  | Alexis Mendoza        | 8 de noviembre de 1961 (32 años)   | 7    | Atlético Junior    |
| 4   | DEF  | Luis Fernando Herrera | 12 de junio de 1962 (32 años)      | 19   | Atlético Nacional  |
| 5   | MED  | Hernán Gaviria        | 27 de noviembre de 1969 (24 años)  | 3    | Atlético Nacional  |
| 6   | MED  | Gabriel Gómez         | 8 de diciembre de 1959 (34 años)   | 15   | Atlético Nacional  |
| 7   | DEL  | Antony de Ávila       | 21 de diciembre de 1962 (31 años)  | 13   | América de Cali    |
| 8   | MED  | John Harold Lozano    | 30 de marzo de 1972 (22 años)      | 7    | América de Cali    |
| 9   | DEL  | Iván Valenciano       | 18 de marzo de 1972 (22 años)      | 4    | Atlético Junior    |
| 10  | MED  | Carlos Valderrama     | 2 de septiembre de 1961 (32 años)  | 65   | Atlético Junior    |
| 11  | DEL  | Adolfo Valencia       | 6 de febrero de 1968 (26 años)     | 5    | Bayern Munich      |
| 12  | POR  | Faryd Mondragón       | 21 de junio de 1971 (22 años)      | 1    | Argentinos Juniors |
| 13  | DEF  | Néstor Ortiz          | 20 de septiembre de 1968 (25 años) | 2    | Once Caldas        |
| 14  | MED  | Leonel Álvarez        | 29 de julio de 1965 (28 años)      | 73   | América de Cali    |
| 15  | DEF  | Luis Carlos Perea     | 29 de diciembre de 1963 (30 años)  | 76   | Atlético Junior    |
| 16  | DEL  | Víctor Aristizábal    | 9 de diciembre de 1971 (22 años)   | 9    | Atlético Nacional  |
| 17  | MED  | Mauricio Serna        | 22 de enero de 1968 (26 años)      | 0    | Atlético Nacional  |
| 18  | DEF  | Óscar Cortés          | 19 de octubre de 1968 (25 años)    | 1    | Millonarios        |
| 19  | MED  | Freddy Rincón         | 14 de agosto de 1966 (27 años)     | 42   | Palmeiras          |
| 20  | DEF  | Wilson Pérez          | 6 de agosto de 1967 (26 años)      | 9    | América de Cali    |
| 21  | DEL  | Faustino Asprilla     | 10 de noviembre de 1969 (24 años)  | 12   | Parma              |
| 22  | POR  | José María Pazo       | 4 de abril de 1964 (30 años)       | 1    | Atlético Junior    |

#### Rumania
Entrenador:  Anghel Iordănescu
| No. | Pos. | Jugador            | Fecha de nacimiento (edad)        | Apa. | Club                  |
| --- | ---- | ------------------ | --------------------------------- | ---- | --------------------- |
| 1   | POR  | Florin Prunea      | 8 de agosto de 1968 (25 años)     | 21   | Dinamo București      |
| 2   | DEF  | Dan Petrescu       | 22 de diciembre de 1967 (26 años) | 33   | Genoa                 |
| 3   | DEF  | Daniel Prodan      | 23 de marzo de 1972 (22 años)     | 12   | Steaua București      |
| 4   | DEF  | Miodrag Belodedici | 20 de mayo de 1964 (30 años)      | 32   | Valencia              |
| 5   | MED  | Ioan Lupescu       | 9 de diciembre de 1968 (25 años)  | 30   | Bayer Leverkusen      |
| 6   | MED  | Gheorghe Popescu   | 9 de octubre de 1967 (26 años)    | 45   | PSV Eindhoven         |
| 7   | MED  | Dorinel Munteanu   | 25 de junio de 1968 (25 años)     | 28   | Cercle Brugge         |
| 8   | MED  | Iulian Chiriță     | 2 de febrero de 1967 (27 años)    | 3    | Rapid București       |
| 9   | DEL  | Florin Răducioiu   | 17 de marzo de 1970 (24 años)     | 25   | Milan                 |
| 10  | MED  | Gheorghe Hagi      | 5 de febrero de 1965 (29 años)    | 81   | Brescia               |
| 11  | DEL  | Ilie Dumitrescu    | 6 de enero de 1969 (25 años)      | 38   | Steaua București      |
| 12  | POR  | Bogdan Stelea      | 5 de diciembre de 1967 (26 años)  | 18   | Rapid București       |
| 13  | DEF  | Tibor Selymes      | 14 de mayo de 1970 (24 años)      | 11   | Cercle Brugge         |
| 14  | DEF  | Gheorghe Mihali    | 9 de diciembre de 1965 (28 años)  | 19   | Dinamo București      |
| 15  | MED  | Basarab Panduru    | 11 de julio de 1970 (23 años)     | 11   | Steaua București      |
| 16  | DEL  | Ion Vlădoiu        | 5 de noviembre de 1968 (25 años)  | 6    | Rapid București       |
| 17  | DEL  | Viorel Moldovan    | 8 de julio de 1972 (21 años)      | 4    | Dinamo București      |
| 18  | MED  | Constantin Gâlcă   | 8 de marzo de 1972 (22 años)      | 7    | Steaua București      |
| 19  | DEF  | Corneliu Papură    | 5 de septiembre de 1973 (20 años) | 5    | Universitatea Craiova |
| 20  | MED  | Ovidiu Stîngă      | 5 de diciembre de 1972 (21 años)  | 9    | Universitatea Craiova |
| 21  | DEL  | Marian Ivan        | 6 de enero de 1969 (25 años)      | 3    | Brașov                |
| 22  | POR  | Ștefan Preda       | 18 de junio de 1970 (23 años)     | 1    | Petrolul Ploiești     |

#### Suiza
Entrenador:  Roy Hodgson
| No. | Pos. | Jugador            | Fecha de nacimiento (edad)        | Apa. | Club                 |
| --- | ---- | ------------------ | --------------------------------- | ---- | -------------------- |
| 1   | POR  | Marco Pascolo      | 9 de mayo de 1966 (28 años)       | 18   | Servette             |
| 2   | DEF  | Marc Hottiger      | 7 de noviembre de 1967 (26 años)  | 41   | Sion                 |
| 3   | DEF  | Yvan Quentin       | 2 de mayo de 1970 (24 años)       | 14   | Sion                 |
| 4   | MED  | Dominique Herr     | 25 de octubre de 1965 (28 años)   | 39   | Sion                 |
| 5   | DEF  | Alain Geiger       | 5 de noviembre de 1960 (33 años)  | 94   | Sion                 |
| 6   | MED  | Georges Bregy      | 17 de enero de 1958 (36 años)     | 50   | Young Boys           |
| 7   | MED  | Alain Sutter       | 22 de enero de 1968 (26 años)     | 46   | 1. FC Nürnberg       |
| 8   | DEF  | Christophe Ohrel   | 7 de abril de 1968 (26 años)      | 28   | Servette             |
| 9   | DEL  | Adrian Knup        | 2 de julio de 1968 (25 años)      | 34   | VfB Stuttgart        |
| 10  | MED  | Ciriaco Sforza     | 2 de marzo de 1970 (24 años)      | 23   | 1. FC Kaiserslautern |
| 11  | DEL  | Stéphane Chapuisat | 28 de junio de 1969 (24 años)     | 36   | Borussia Dortmund    |
| 12  | POR  | Stephan Lehmann    | 15 de agosto de 1963 (30 años)    | 6    | Sion                 |
| 13  | DEF  | André Egli         | 8 de mayo de 1958 (36 años)       | 79   | Servette             |
| 14  | DEL  | Nestor Subiat      | 23 de abril de 1966 (28 años)     | 7    | Lugano               |
| 15  | DEL  | Marco Grassi       | 8 de agosto de 1968 (25 años)     | 9    | Servette             |
| 16  | MED  | Thomas Bickel      | 6 de octubre de 1963 (30 años)    | 41   | Grasshopper          |
| 17  | MED  | Sébastien Fournier | 27 de junio de 1971 (22 años)     | 4    | Sion                 |
| 18  | DEF  | Martin Rueda       | 9 de enero de 1963 (31 años)      | 5    | Lucerne              |
| 19  | DEF  | Jürg Studer        | 8 de septiembre de 1966 (27 años) | 5    | Zürich               |
| 20  | MED  | Patrick Sylvestre  | 1 de septiembre de 1968 (25 años) | 9    | Lausanne             |
| 21  | MED  | Thomas Wyss        | 29 de agosto de 1966 (27 años)    | 5    | Aarau                |
| 22  | POR  | Martin Brunner     | 23 de abril de 1963 (31 años)     | 33   | Grasshopper          |

#### Estados Unidos
Entrenador:  Bora Milutinović
Nota: Muchos miembros del equipo fueron contratados a tiempo completo por la US Soccer para la temporada 1993-94, ya que el equipo disputó frecuentemente amistosos de preparación para albergar el torneo.
| No. | Pos. | Jugador          | Fecha de nacimiento (edad)         | Apa. | Club                 |
| --- | ---- | ---------------- | ---------------------------------- | ---- | -------------------- |
| 1   | POR  | Tony Meola       | 21 de febrero de 1969 (25 años)    | 78   | US Soccer Federation |
| 2   | DEF  | Mike Lapper      | 28 de septiembre de 1970 (23 años) | 41   | Los Angeles Heat     |
| 3   | DEF  | Mike Burns       | 14 de septiembre de 1970 (23 años) | 23   | US Soccer Federation |
| 4   | DEF  | Cle Kooiman      | 4 de julio de 1963 (30 años)       | 10   | Cruz Azul            |
| 5   | MED  | Thomas Dooley    | 5 de diciembre de 1961 (32 años)   | 38   | US Soccer Federation |
| 6   | MED  | John Harkes      | 8 de marzo de 1967 (27 años)       | 45   | Derby County         |
| 7   | MED  | Hugo Pérez       | 8 de noviembre de 1963 (30 años)   | 73   | Los Angeles Salsa    |
| 8   | DEL  | Earnie Stewart   | 28 de marzo de 1969 (25 años)      | 16   | Willem II            |
| 9   | MED  | Tab Ramos        | 21 de septiembre de 1966 (27 años) | 47   | Real Betis           |
| 10  | DEL  | Roy Wegerle      | 19 de marzo de 1964 (30 años)      | 17   | Coventry City        |
| 11  | DEL  | Eric Wynalda     | 9 de junio de 1969 (25 años)       | 52   | 1. FC Saarbrücken    |
| 12  | POR  | Juergen Sommer   | 27 de febrero de 1969 (25 años)    | 1    | Luton Town           |
| 13  | MED  | Cobi Jones       | 16 de junio de 1970 (24 años)      | 50   | US Soccer Federation |
| 14  | DEL  | Frank Klopas     | 1 de septiembre de 1966 (27 años)  | 30   | AEK Athens F.C.      |
| 15  | DEL  | Joe-Max Moore    | 23 de febrero de 1971 (23 años)    | 34   | US Soccer Federation |
| 16  | MED  | Mike Sorber      | 14 de mayo de 1971 (23 años)       | 39   | US Soccer Federation |
| 17  | DEF  | Marcelo Balboa   | 8 de agosto de 1967 (26 años)      | 88   | US Soccer Federation |
| 18  | POR  | Brad Friedel     | 18 de mayo de 1971 (23 años)       | 33   | US Soccer Federation |
| 19  | MED  | Claudio Reyna    | 20 de julio de 1973 (20 años)      | 23   | US Soccer Federation |
| 20  | DEF  | Paul Caligiuri   | 9 de marzo de 1964 (30 años)       | 86   | US Soccer Federation |
| 21  | DEF  | Fernando Clavijo | 23 de enero de 1956 (38 años)      | 58   | US Soccer Federation |
| 22  | DEF  | Alexi Lalas      | 1 de junio de 1970 (24 años)       | 47   | US Soccer Federation |

### Grupo B

#### Brasil
Entrenador:  Carlos Alberto Parreira
| No. | Pos. | Jugador          | Fecha de nacimiento (edad)         | Apa. | Club                |
| --- | ---- | ---------------- | ---------------------------------- | ---- | ------------------- |
| 1   | POR  | Cláudio Taffarel | 8 de mayo de 1966 (28 años)        | 59   | Reggiana            |
| 2   | DEF  | Jorginho         | 17 de agosto de 1964 (29 años)     | 45   | Bayern Múnich       |
| 3   | DEF  | Ricardo Rocha    | 11 de septiembre de 1962 (31 años) | 36   | Vasco da Gama       |
| 4   | DEF  | Ronaldão         | 19 de junio de 1965 (28 años)      | 7    | Shimizu S-Pulse     |
| 5   | MED  | Mauro Silva      | 12 de enero de 1968 (26 años)      | 35   | Deportivo La Coruña |
| 6   | DEF  | Branco           | 4 de abril de 1964 (30 años)       | 67   | Fluminense          |
| 7   | DEL  | Bebeto           | 16 de febrero de 1964 (30 años)    | 53   | Deportivo La Coruña |
| 8   | MED  | Dunga            | 31 de octubre de 1963 (30 años)    | 43   | VfB Stuttgart       |
| 9   | MED  | Zinho            | 17 de junio de 1967 (27 años)      | 30   | Palmeiras           |
| 10  | MED  | Raí              | 15 de mayo de 1965 (29 años)       | 43   | Paris Saint-Germain |
| 11  | DEL  | Romário          | 29 de enero de 1966 (28 años)      | 31   | Barcelona           |
| 12  | POR  | Zetti            | 10 de enero de 1965 (29 años)      | 7    | São Paulo           |
| 13  | DEF  | Aldair           | 30 de noviembre de 1965 (28 años)  | 21   | Roma                |
| 14  | DEF  | Cafú             | 7 de junio de 1970 (24 años)       | 30   | São Paulo           |
| 15  | DEF  | Márcio Santos    | 15 de septiembre de 1969 (24 años) | 27   | Bordeaux            |
| 16  | MED  | Leonardo         | 5 de septiembre de 1969 (24 años)  | 12   | São Paulo           |
| 17  | MED  | Mazinho          | 8 de abril de 1966 (28 años)       | 29   | Palmeiras           |
| 18  | MED  | Paulo Sérgio     | 2 de junio de 1969 (25 años)       | 10   | Bayer Leverkusen    |
| 19  | DEL  | Müller           | 31 de enero de 1966 (28 años)      | 53   | São Paulo           |
| 20  | DEL  | Ronaldo          | 22 de septiembre de 1976 (17 años) | 3    | Cruzeiro            |
| 21  | DEL  | Viola            | 1 de enero de 1969 (25 años)       | 5    | Corinthians         |
| 22  | POR  | Gilmar Rinaldi   | 13 de enero de 1959 (35 años)      | 7    | Flamengo            |

#### Camerún
Entrenador:  Henri Michel
| No. | Pos. | Jugador             | Fecha de nacimiento (edad)         | Apa. | Club               |
| --- | ---- | ------------------- | ---------------------------------- | ---- | ------------------ |
| 1   | POR  | Joseph-Antoine Bell | 8 de octubre de 1954 (39 años)     | 7    | Saint-Étienne      |
| 2   | DEF  | André Kana-Biyik    | 1 de septiembre de 1965 (28 años)  | 9    | Le Havre           |
| 3   | DEF  | Rigobert Song       | 1 de julio de 1976 (17 años)       | 0    | Tonnerre Yaounde   |
| 4   | DEF  | Samuel Ekemé        | 12 de julio de 1966 (27 años)      | ?    | Canon Yaounde      |
| 5   | DEF  | Victor N'Dip        | 18 de agosto de 1967 (26 años)     | 7    | Olympic Mvolyé     |
| 6   | MED  | Thomas Libiih       | 17 de noviembre de 1967 (26 años)  | 2    | Ohud               |
| 7   | DEL  | François Omam-Biyik | 21 de mayo de 1966 (28 años)       | 9    | Lens               |
| 8   | MED  | Emile M'Bouh        | 30 de mayo de 1966 (28 años)       | 9    | Nadi Qatar         |
| 9   | DEL  | Roger Milla         | 20 de mayo de 1952 (42 años)       | 12   | Tonnerre Yaounde   |
| 10  | DEL  | Louis-Paul M'Fédé   | 26 de febrero de 1961 (33 años)    | 11   | Canon Yaounde      |
| 11  | MED  | Emmanuel Maboang    | 27 de noviembre de 1968 (25 años)  | 4    | Rio Ave            |
| 12  | MED  | Paul Loga           | 14 de agosto de 1969 (24 años)     | ?    | Prevoyance Yaounde |
| 13  | DEF  | Raymond Kalla       | 22 de abril de 1975 (19 años)      | 0    | Canon Yaounde      |
| 14  | DEF  | Stephen Tataw       | 31 de marzo de 1963 (31 años)      | 9    | Olympic Mvolyé     |
| 15  | DEF  | Hans Agbo           | 26 de septiembre de 1967 (26 años) | 2    | Olympic Mvolyé     |
| 16  | DEL  | Alphonse Tchami     | 14 de septiembre de 1971 (22 años) | 0    | Odense             |
| 17  | MED  | Marc-Vivien Foé     | 1 de mayo de 1975 (19 años)        | 0    | Canon Yaounde      |
| 18  | MED  | Jean-Pierre Fiala   | 22 de abril de 1969 (25 años)      | ?    | Canon Yaounde      |
| 19  | DEL  | David Embé          | 13 de noviembre de 1973 (20 años)  | 0    | Belenenses         |
| 20  | DEL  | Georges Mouyémé     | 15 de abril de 1971 (23 años)      | 0    | Troyes             |
| 21  | POR  | Thomas N'Kono       | 20 de julio de 1956 (37 años)      | 9    | L'Hospitalet       |
| 22  | POR  | Jacques Songo'o     | 17 de marzo de 1964 (30 años)      | 1    | Metz               |

#### Rusia
Entrenador:  Pavel Sadyrin
| No. | Pos. | Jugador               | Fecha de nacimiento (edad)         | Apa. | Club             |
| --- | ---- | --------------------- | ---------------------------------- | ---- | ---------------- |
| 1   | POR  | Stanislav Cherchesov  | 2 de septiembre de 1963 (30 años)  | 19   | Dinamo Dresde    |
| 2   | DEF  | Dmitri Kuznetsov      | 28 de agosto de 1965 (28 años)     | 26   | Espanyol         |
| 3   | DEF  | Sergei Gorlukovich    | 18 de noviembre de 1961 (32 años)  | 32   | Bayer Uerdingen  |
| 4   | DEF  | Dmitri Galiamin       | 8 de enero de 1963 (31 años)       | 18   | Espanyol         |
| 5   | DEF  | Yuriy Nikiforov       | 16 de septiembre de 1970 (23 años) | 8    | Spartak Moscow   |
| 6   | DEF  | Vladislav Ternavsky   | 2 de mayo de 1969 (25 años)        | 2    | Spartak Moscow   |
| 7   | MED  | Andrey Pyatnitsky     | 27 de septiembre de 1967 (26 años) | 9    | Spartak Moscow   |
| 8   | MED  | Dmitri Popov          | 27 de febrero de 1967 (27 años)    | 11   | Racing Santander |
| 9   | DEL  | Oleg Salenko          | 25 de octubre de 1969 (24 años)    | 5    | Logroñés         |
| 10  | MED  | Valeri Karpin         | 2 de febrero de 1969 (25 años)     | 10   | Spartak Moscow   |
| 11  | DEL  | Vladimir Beschastnykh | 1 de abril de 1974 (20 años)       | 6    | Spartak Moscow   |
| 12  | DEF  | Omari Tetradze        | 13 de octubre de 1969 (24 años)    | 9    | Dynamo Moscow    |
| 13  | MED  | Aleksandr Borodyuk    | 30 de noviembre de 1962 (31 años)  | 13   | SC Freiburg      |
| 14  | MED  | Igor Korneev          | 4 de septiembre de 1967 (26 años)  | 13   | Espanyol         |
| 15  | DEL  | Dmitri Radchenko      | 2 de diciembre de 1970 (23 años)   | 14   | Racing Santander |
| 16  | POR  | Dmitri Kharine        | 16 de agosto de 1968 (25 años)     | 22   | Chelsea          |
| 17  | MED  | Ilya Tsymbalar        | 17 de junio de 1969 (25 años)      | 2    | Spartak Moscow   |
| 18  | DEF  | Viktor Onopko         | 14 de octubre de 1969 (24 años)    | 21   | Spartak Moscow   |
| 19  | MED  | Aleksandr Mostovoi    | 22 de agosto de 1968 (25 años)     | 20   | Caen             |
| 20  | MED  | Igor Lediakhov        | 22 de mayo de 1968 (26 años)       | 15   | Spartak Moscow   |
| 21  | MED  | Dmitri Khlestov       | 21 de enero de 1971 (23 años)      | 12   | Spartak Moscow   |
| 22  | DEL  | Sergei Yuran          | 11 de junio de 1969 (25 años)      | 26   | Benfica          |

Nota: los partidos jugados incluyen los de la URSS, la CEI y Rusia, mientras que los de otros países, como Ucrania, no se cuentan.

#### Suecia
Entrenador:  Tommy Svensson
| No. | Pos. | Jugador           | Fecha de nacimiento (edad)         | Apa. | Club                     |
| --- | ---- | ----------------- | ---------------------------------- | ---- | ------------------------ |
| 1   | POR  | Thomas Ravelli    | 13 de agosto de 1959 (34 años)     | 110  | IFK Göteborg             |
| 2   | DEF  | Roland Nilsson    | 27 de noviembre de 1963 (30 años)  | 62   | Sheffield Wednesday      |
| 3   | DEF  | Patrik Andersson  | 18 de agosto de 1971 (22 años)     | 23   | Borussia Mönchengladbach |
| 4   | DEF  | Joachim Björklund | 15 de marzo de 1971 (23 años)      | 22   | IFK Göteborg             |
| 5   | DEF  | Roger Ljung       | 8 de enero de 1966 (28 años)       | 46   | Galatasaray              |
| 6   | MED  | Stefan Schwarz    | 18 de abril de 1969 (25 años)      | 29   | Benfica                  |
| 7   | DEL  | Henrik Larsson    | 20 de septiembre de 1971 (22 años) | 7    | Feyenoord                |
| 8   | MED  | Klas Ingesson     | 20 de agosto de 1968 (25 años)     | 42   | PSV Eindhoven            |
| 9   | MED  | Jonas Thern       | 20 de marzo de 1967 (27 años)      | 47   | Napoli                   |
| 10  | DEL  | Martin Dahlin     | 16 de abril de 1968 (26 años)      | 29   | Borussia Mönchengladbach |
| 11  | DEL  | Tomas Brolin      | 29 de noviembre de 1969 (24 años)  | 31   | Parma                    |
| 12  | POR  | Lars Eriksson     | 21 de septiembre de 1965 (28 años) | 14   | IFK Norrköping           |
| 13  | DEF  | Mikael Nilsson    | 28 de septiembre de 1968 (25 años) | 12   | IFK Göteborg             |
| 14  | DEF  | Pontus Kåmark     | 5 de abril de 1969 (25 años)       | 12   | IFK Göteborg             |
| 15  | DEF  | Teddy Lučić       | 15 de abril de 1973 (21 años)      | 0    | Västra Frölunda          |
| 16  | MED  | Anders Limpar     | 24 de septiembre de 1965 (28 años) | 51   | Everton                  |
| 17  | MED  | Stefan Rehn       | 22 de septiembre de 1966 (27 años) | 38   | IFK Göteborg             |
| 18  | MED  | Håkan Mild        | 14 de junio de 1971 (23 años)      | 12   | Servette                 |
| 19  | DEL  | Kennet Andersson  | 6 de octubre de 1967 (26 años)     | 24   | Lille                    |
| 20  | DEF  | Magnus Erlingmark | 8 de julio de 1968 (25 años)       | 24   | IFK Göteborg             |
| 21  | MED  | Jesper Blomqvist  | 5 de febrero de 1974 (20 años)     | 8    | IFK Göteborg             |
| 22  | POR  | Magnus Hedman     | 19 de marzo de 1973 (21 años)      | 0    | AIK                      |

- Partidos jugados hasta el 10 de junio de 1994

### Grupo C

#### Bolivia
Entrenador:  Xabier Azkargorta
| No. | Pos. | Jugador                | Fecha de nacimiento (edad)         | Apa. | Club              |
| --- | ---- | ---------------------- | ---------------------------------- | ---- | ----------------- |
| 1   | POR  | Carlos Trucco          | 8 de agosto de 1957 (36 años)      | 21   | Bolívar           |
| 2   | DEF  | Juan Manuel Peña       | 17 de enero de 1973 (21 años)      | 21   | Santa Fe          |
| 3   | DEF  | Marco Sandy            | 29 de agosto de 1971 (22 años)     | 26   | Bolívar           |
| 4   | DEF  | Miguel Rimba           | 1 de noviembre de 1967 (26 años)   | 35   | Bolívar           |
| 5   | DEF  | Gustavo Quinteros      | 15 de febrero de 1965 (29 años)    | 5    | The Strongest     |
| 6   | MED  | Carlos Borja           | 25 de diciembre de 1956 (37 años)  | 76   | Bolívar           |
| 7   | MED  | Mario Pinedo           | 9 de abril de 1964 (30 años)       | 1    | Oriente Petrolero |
| 8   | MED  | José Milton Melgar     | 20 de septiembre de 1959 (34 años) | 65   | Cobreloa          |
| 9   | DEL  | Guillermo Álvaro Peña  | 11 de febrero de 1965 (29 años)    | 11   | Deportes Temuco   |
| 10  | MED  | Marco Etcheverry       | 26 de septiembre de 1970 (23 años) | 23   | Colo Colo         |
| 11  | DEL  | Jaime Moreno           | 19 de enero de 1974 (20 años)      | 23   | Blooming          |
| 12  | POR  | Darío Rojas            | 20 de enero de 1960 (34 años)      | 4    | Oriente Petrolero |
| 13  | DEF  | Modesto Soruco         | 12 de febrero de 1966 (28 años)    | 3    | Once Caldas       |
| 14  | MED  | Mauricio Ramos         | 23 de septiembre de 1969 (24 años) | 1    | Destroyers        |
| 15  | MED  | Vladimir Soria         | 15 de julio de 1964 (29 años)      | 16   | Bolívar           |
| 16  | DEF  | Luis Cristaldo         | 31 de agosto de 1969 (24 años)     | 29   | Bolívar           |
| 17  | DEF  | Óscar Sánchez          | 16 de julio de 1971 (22 años)      | 3    | The Strongest     |
| 18  | DEL  | William Ramallo        | 4 de julio de 1963 (30 años)       | 3    | Oriente Petrolero |
| 19  | POR  | Marcelo Torrico        | 11 de enero de 1972 (22 años)      | 0    | The Strongest     |
| 20  | MED  | Ramiro Castillo        | 27 de marzo de 1966 (28 años)      | 25   | Platense          |
| 21  | MED  | Erwin Sánchez          | 19 de octubre de 1969 (24 años)    | 29   | Boavista          |
| 22  | MED  | Julio César Baldivieso | 2 de diciembre de 1971 (22 años)   | 31   | Bolívar           |

#### Alemania
Entrenador:  Berti Vogts
| No. | Pos. | Jugador           | Fecha de nacimiento (edad)         | Apa. | Club                 |
| --- | ---- | ----------------- | ---------------------------------- | ---- | -------------------- |
| 1   | POR  | Bodo Illgner      | 7 de abril de 1967 (27 años)       | 49   | 1. FC Köln           |
| 2   | MED  | Thomas Strunz     | 25 de abril de 1968 (26 años)      | 13   | VfB Stuttgart        |
| 3   | DEF  | Andreas Brehme    | 9 de noviembre de 1960 (33 años)   | 81   | 1. FC Kaiserslautern |
| 4   | DEF  | Jürgen Kohler     | 6 de octubre de 1965 (28 años)     | 65   | Juventus             |
| 5   | DEF  | Thomas Helmer     | 21 de abril de 1965 (29 años)      | 25   | Bayern Múnich        |
| 6   | DEF  | Guido Buchwald    | 24 de enero de 1961 (33 años)      | 73   | VfB Stuttgart        |
| 7   | MED  | Andreas Möller    | 2 de septiembre de 1967 (26 años)  | 40   | Juventus             |
| 8   | MED  | Thomas Häßler     | 30 de mayo de 1966 (28 años)       | 50   | Roma                 |
| 9   | DEL  | Karl-Heinz Riedle | 16 de septiembre de 1965 (28 años) | 39   | Borussia Dortmund    |
| 10  | MED  | Lothar Matthäus   | 21 de marzo de 1961 (33 años)      | 112  | Bayern Múnich        |
| 11  | DEL  | Stefan Kuntz      | 30 de octubre de 1962 (31 años)    | 4    | 1. FC Kaiserslautern |
| 12  | POR  | Andreas Köpke     | 12 de marzo de 1962 (32 años)      | 14   | 1. FC Nürnberg       |
| 13  | DEL  | Rudi Völler       | 13 de abril de 1960 (34 años)      | 87   | Marseille            |
| 14  | DEF  | Thomas Berthold   | 12 de noviembre de 1964 (29 años)  | 54   | VfB Stuttgart        |
| 15  | MED  | Maurizio Gaudino  | 12 de diciembre de 1966 (27 años)  | 5    | Eintracht Frankfurt  |
| 16  | DEF  | Matthias Sammer   | 5 de septiembre de 1967 (26 años)  | 24   | Borussia Dortmund    |
| 17  | MED  | Martin Wagner     | 24 de febrero de 1968 (26 años)    | 3    | 1. FC Kaiserslautern |
| 18  | DEL  | Jürgen Klinsmann  | 30 de julio de 1964 (29 años)      | 60   | Monaco               |
| 19  | DEL  | Ulf Kirsten       | 4 de diciembre de 1965 (28 años)   | 10   | Bayer Leverkusen     |
| 20  | MED  | Stefan Effenberg  | 2 de agosto de 1968 (25 años)      | 30   | Fiorentina           |
| 21  | MED  | Mario Basler      | 18 de diciembre de 1968 (25 años)  | 5    | Werder Bremen        |
| 22  | POR  | Oliver Kahn       | 15 de junio de 1969 (25 años)      | 0    | Karlsruher SC        |

Nota: Sammer y Kirsten también disputaron partidos internacionales para Alemania Democrática (23 y 49, respectivamente).

#### Corea del Sur
Entrenador:  Kim Ho
| No. | Pos. | Jugador        | Fecha de nacimiento (edad)         | Apa. | Club                 |
| --- | ---- | -------------- | ---------------------------------- | ---- | -------------------- |
| 1   | POR  | Choi In-young  | 5 de marzo de 1962 (32 años)       | 3    | Hyundai Horangi      |
| 2   | MED  | Chung Jong-son | 20 de marzo de 1966 (28 años)      | 3    | Hyundai Horangi      |
| 3   | DEF  | Lee Jong-hwa   | 20 de julio de 1963 (30 años)      | ?    | Ilhwa Chunma         |
| 4   | DEF  | Kim Pan-keun   | 5 de marzo de 1966 (28 años)       | 0    | LG Cheetahs          |
| 5   | DEF  | Park Jung-bae  | 19 de febrero de 1967 (27 años)    | 0    | Daewoo Royals        |
| 6   | MED  | Lee Young-jin  | 27 de octubre de 1963 (30 años)    | 1    | LG Cheetahs          |
| 7   | DEF  | Shin Hong-gi   | 4 de mayo de 1968 (26 años)        | 0    | Hyundai Horangi      |
| 8   | MED  | Noh Jung-yoon  | 28 de marzo de 1971 (23 años)      | 3    | Sanfrecce Hiroshima  |
| 9   | MED  | Kim Joo-sung   | 17 de enero de 1966 (28 años)      | 14   | VfL Bochum           |
| 10  | DEL  | Ko Jeong-woon  | 27 de junio de 1966 (27 años)      | 0    | Ilhwa Chunma         |
| 11  | DEL  | Seo Jung-won   | 17 de diciembre de 1970 (23 años)  | 3    | Sangmu FC            |
| 12  | DEF  | Choi Young-il  | 25 de abril de 1966 (28 años)      | 0    | Hyundai Horangi      |
| 13  | DEF  | An Ik-soo      | 6 de mayo de 1965 (29 años)        | ?    | Ilhwa Chunma         |
| 14  | MED  | Choi Dae-shik  | 10 de enero de 1965 (29 años)      | 0    | LG Cheetahs          |
| 15  | MED  | Cho Jin-ho     | 2 de agosto de 1973 (20 años)      | 0    | POSCO Atoms          |
| 16  | MED  | Ha Seok-ju     | 20 de febrero de 1968 (26 años)    | 33   | Daewoo Royals        |
| 17  | DEF  | Gu Sang-bum    | 15 de junio de 1964 (30 años)      | 63   | Daewoo Royals        |
| 18  | DEL  | Hwang Sun-hong | 14 de julio de 1968 (25 años)      | 46   | POSCO Atoms          |
| 19  | MED  | Choi Moon-sik  | 6 de enero de 1971 (23 años)       | 0    | POSCO Atoms          |
| 20  | DEF  | Hong Myung-bo  | 12 de febrero de 1969 (25 años)    | 47   | POSCO Atoms          |
| 21  | POR  | Park Chul-woo  | 29 de septiembre de 1965 (28 años) | ?    | LG Cheetahs          |
| 22  | POR  | Lee Woon-jae   | 26 de abril de 1973 (21 años)      | 1    | Kyung Hee University |

#### España
Entrenador:  Javier Clemente
| No. | Pos. | Jugador            | Fecha de nacimiento (edad)         | Apa. | Club                |
| --- | ---- | ------------------ | ---------------------------------- | ---- | ------------------- |
| 1   | POR  | Andoni Zubizarreta | 23 de octubre de 1961 (32 años)    | 87   | Barcelona           |
| 2   | DEF  | Albert Ferrer      | 6 de junio de 1970 (24 años)       | 16   | Barcelona           |
| 3   | DEF  | Jorge Otero        | 8 de marzo de 1969 (25 años)       | 5    | Celta Vigo          |
| 4   | DEF  | Francisco Camarasa | 27 de septiembre de 1967 (26 años) | 9    | Valencia            |
| 5   | DEF  | Abelardo           | 19 de marzo de 1970 (24 años)      | 9    | Sporting Gijón      |
| 6   | MED  | Fernando Hierro    | 23 de marzo de 1968 (26 años)      | 23   | Real Madrid         |
| 7   | DEL  | Andoni Goikoetxea  | 21 de octubre de 1965 (28 años)    | 22   | Barcelona           |
| 8   | MED  | Julen Guerrero     | 7 de enero de 1974 (20 años)       | 9    | Athletic Bilbao     |
| 9   | MED  | Josep Guardiola    | 18 de enero de 1971 (23 años)      | 11   | Barcelona           |
| 10  | MED  | José Mari Bakero   | 11 de febrero de 1963 (31 años)    | 25   | Barcelona           |
| 11  | DEL  | Txiki Begiristain  | 12 de agosto de 1964 (29 años)     | 21   | Barcelona           |
| 12  | DEF  | Sergi              | 28 de diciembre de 1971 (22 años)  | 2    | Barcelona           |
| 13  | POR  | Santiago Cañizares | 18 de diciembre de 1969 (24 años)  | 4    | Celta Vigo          |
| 14  | DEL  | Juanele            | 10 de abril de 1971 (23 años)      | 5    | Sporting Gijón      |
| 15  | MED  | José Luis Caminero | 8 de noviembre de 1967 (26 años)   | 4    | Atlético Madrid     |
| 16  | MED  | Felipe Miñambres   | 29 de abril de 1965 (29 años)      | 4    | Tenerife            |
| 17  | DEF  | Voro               | 9 de octubre de 1963 (30 años)     | 4    | Deportivo La Coruña |
| 18  | DEF  | Rafael Alkorta     | 16 de septiembre de 1968 (25 años) | 19   | Real Madrid         |
| 19  | DEL  | Julio Salinas      | 11 de septiembre de 1962 (31 años) | 43   | Barcelona           |
| 20  | DEF  | Miguel Ángel Nadal | 28 de julio de 1966 (27 años)      | 12   | Barcelona           |
| 21  | MED  | Luis Enrique       | 8 de mayo de 1970 (24 años)        | 5    | Real Madrid         |
| 22  | POR  | Julen Lopetegui    | 28 de agosto de 1966 (27 años)     | 1    | Logroñés            |

### Grupo D

#### Argentina
Entrenador:  Alfio Basile
| No. | Pos. | Jugador            | Fecha de nacimiento (edad)        | Apa. | Club                 |
| --- | ---- | ------------------ | --------------------------------- | ---- | -------------------- |
| 1   | POR  | Sergio Goycochea   | 17 de octubre de 1963 (30 años)   | 36   | River Plate          |
| 2   | DEF  | Sergio Vázquez     | 23 de noviembre de 1965 (28 años) | 24   | Universidad Católica |
| 3   | DEF  | José Chamot        | 17 de mayo de 1969 (25 años)      | 9    | Foggia               |
| 4   | DEF  | Roberto Sensini    | 12 de octubre de 1966 (27 años)   | 21   | Parma                |
| 5   | MED  | Fernando Redondo   | 6 de junio de 1969 (25 años)      | 16   | Tenerife             |
| 6   | DEF  | Oscar Ruggeri      | 26 de enero de 1962 (32 años)     | 93   | San Lorenzo          |
| 7   | DEL  | Claudio Caniggia   | 9 de enero de 1967 (27 años)      | 35   | Roma                 |
| 8   | MED  | José Basualdo      | 20 de junio de 1963 (30 años)     | 21   | Vélez Sársfield      |
| 9   | DEL  | Gabriel Batistuta  | 1 de febrero de 1969 (25 años)    | 33   | Fiorentina           |
| 10  | MED  | Diego Maradona     | 30 de octubre de 1960 (33 años)   | 89   | Newell's Old Boys    |
| 11  | DEL  | Ramón Medina Bello | 29 de abril de 1966 (28 años)     | 10   | Yokohama Marinos     |
| 12  | POR  | Luis Islas         | 22 de diciembre de 1965 (28 años) | 27   | Independiente        |
| 13  | DEF  | Fernando Cáceres   | 7 de febrero de 1969 (25 años)    | 7    | Zaragoza             |
| 14  | MED  | Diego Simeone      | 28 de abril de 1970 (24 años)     | 37   | Sevilla              |
| 15  | DEF  | Jorge Borelli      | 2 de noviembre de 1964 (29 años)  | 12   | Racing Club          |
| 16  | DEF  | Hernán Díaz        | 26 de febrero de 1965 (29 años)   | 21   | River Plate          |
| 17  | MED  | Ariel Ortega       | 4 de marzo de 1974 (20 años)      | 10   | River Plate          |
| 18  | MED  | Hugo Pérez         | 6 de octubre de 1968 (25 años)    | 8    | Independiente        |
| 19  | DEL  | Abel Balbo         | 1 de junio de 1966 (28 años)      | 11   | Roma                 |
| 20  | MED  | Leonardo Rodríguez | 27 de agosto de 1966 (27 años)    | 24   | Borussia Dortmund    |
| 21  | MED  | Alejandro Mancuso  | 4 de septiembre de 1968 (25 años) | 5    | Boca Juniors         |
| 22  | POR  | Norberto Scoponi   | 13 de enero de 1961 (33 años)     | 0    | Newell's Old Boys    |

Nota: La Selección Argentina de fútbol uso 2 capitanes a lo largo del torneo primeramente a Diego Armando Maradona (N°10) y luego de su desafectación del plantel luego del partido frente a Nigeria el día 25 de junio de 1994, lo reemplazo el segundo capitán del equipo que era el (N°6) Óscar Alfredo Ruggeri para los partidos frente a Bulgaria del día 30 de junio de 1994 y posteriormente para el partido frente a Rumania en la jornada del día 3 de julio de 1994.

#### Bulgaria
Entrenador:  Dimitar Penev
| No. | Pos. | Jugador            | Fecha de nacimiento (edad)       | Apa. | Club              |
| --- | ---- | ------------------ | -------------------------------- | ---- | ----------------- |
| 1   | POR  | Borislav Mikhailov | 12 de febrero de 1963 (31 años)  | 66   | Mulhouse          |
| 2   | DEF  | Emil Kremenliev    | 13 de agosto de 1969 (24 años)   | 7    | Levski Sofia      |
| 3   | DEF  | Trifon Ivanov      | 27 de julio de 1965 (28 años)    | 39   | Neuchâtel Xamax   |
| 4   | DEF  | Tsanko Tsvetanov   | 6 de enero de 1970 (24 años)     | 16   | Levski Sofia      |
| 5   | DEF  | Petar Hubchev      | 26 de febrero de 1964 (30 años)  | 15   | Hamburger SV      |
| 6   | MED  | Zlatko Yankov      | 7 de agosto de 1966 (27 años)    | 31   | Levski Sofia      |
| 7   | DEL  | Emil Kostadinov    | 12 de agosto de 1967 (26 años)   | 32   | Porto             |
| 8   | DEL  | Hristo Stoichkov   | 8 de febrero de 1966 (28 años)   | 41   | Barcelona         |
| 9   | MED  | Yordan Letchkov    | 9 de julio de 1967 (26 años)     | 14   | Hamburger SV      |
| 10  | DEL  | Nasko Sirakov      | 26 de abril de 1962 (32 años)    | 55   | Levski Sofia      |
| 11  | MED  | Daniel Borimirov   | 16 de enero de 1970 (24 años)    | 9    | Levski Sofia      |
| 12  | POR  | Plamen Nikolov     | 20 de agosto de 1961 (32 años)   | 5    | Levski Sofia      |
| 13  | MED  | Ivaylo Yordanov    | 22 de abril de 1968 (26 años)    | 10   | Sporting CP       |
| 14  | MED  | Boncho Genchev     | 7 de julio de 1964 (29 años)     | 4    | Ipswich Town      |
| 15  | DEF  | Nikolay Iliev      | 31 de marzo de 1964 (30 años)    | 48   | Rennes            |
| 16  | DEF  | Iliyan Kiryakov    | 4 de agosto de 1967 (26 años)    | 35   | Mérida            |
| 17  | DEL  | Petar Mihtarski    | 15 de julio de 1966 (27 años)    | 5    | Pirin Blagoevgrad |
| 18  | DEL  | Petar Aleksandrov  | 7 de diciembre de 1962 (31 años) | 26   | Levski Sofia      |
| 19  | MED  | Georgi Georgiev    | 10 de enero de 1963 (31 años)    | 10   | Mulhouse          |
| 20  | MED  | Krasimir Balakov   | 29 de marzo de 1966 (28 años)    | 33   | Sporting CP       |
| 21  | DEL  | Velko Yotov        | 26 de agosto de 1970 (23 años)   | 6    | Espanyol          |
| 22  | DEL  | Ivaylo Andonov     | 14 de agosto de 1967 (26 años)   | 5    | CSKA Sofia        |

#### Grecia
Entrenador:  Alketas Panagoulias
| No. | Pos. | Jugador                 | Fecha de nacimiento (edad)         | Apa. | Club            |
| --- | ---- | ----------------------- | ---------------------------------- | ---- | --------------- |
| 1   | POR  | Antonis Minou           | 4 de mayo de 1958 (36 años)        | 15   | Apollon Smyrnis |
| 2   | DEF  | Stratos Apostolakis     | 11 de mayo de 1964 (30 años)       | 60   | Panathinaikos   |
| 3   | DEF  | Thanasis Kolitsidakis   | 20 de noviembre de 1966 (27 años)  | 12   | Panathinaikos   |
| 4   | DEF  | Stelios Manolas         | 13 de julio de 1961 (32 años)      | 70   | AEK Athens      |
| 5   | DEF  | Ioannis Kalitzakis      | 10 de febrero de 1966 (28 años)    | 36   | Panathinaikos   |
| 6   | MED  | Panagiotis Tsalouchidis | 30 de marzo de 1963 (31 años)      | 60   | Olympiacos      |
| 7   | MED  | Dimitris Saravakos      | 26 de julio de 1961 (32 años)      | 76   | Panathinaikos   |
| 8   | MED  | Nikos Nioplias          | 17 de enero de 1965 (29 años)      | 36   | Panathinaikos   |
| 9   | DEL  | Nikos Machlas           | 16 de junio de 1973 (21 años)      | 12   | OFI Crete       |
| 10  | MED  | Tasos Mitropoulos       | 23 de agosto de 1957 (36 años)     | 74   | AEK Athens      |
| 11  | MED  | Nikos Tsiantakis        | 20 de octubre de 1963 (30 años)    | 45   | Olympiacos      |
| 12  | MED  | Spiros Marangos         | 20 de febrero de 1967 (27 años)    | 21   | Panathinaikos   |
| 13  | DEF  | Vaios Karagiannis       | 25 de junio de 1968 (25 años)      | 6    | AEK Athens      |
| 14  | DEL  | Vasilis Dimitriadis     | 1 de febrero de 1966 (28 años)     | 26   | AEK Athens      |
| 15  | POR  | Christos Karkamanis     | 22 de septiembre de 1969 (24 años) | 5    | Aris            |
| 16  | DEL  | Alexis Alexoudis        | 20 de junio de 1972 (21 años)      | 3    | OFI Crete       |
| 17  | MED  | Minas Hantzidis         | 4 de julio de 1966 (27 años)       | 7    | Olympiacos      |
| 18  | DEF  | Kyriakos Karataidis     | 4 de julio de 1965 (28 años)       | 14   | Olympiacos      |
| 19  | MED  | Savvas Kofidis          | 21 de marzo de 1961 (33 años)      | 64   | Aris            |
| 20  | POR  | Elias Atmatsidis        | 24 de abril de 1969 (25 años)      | 4    | AEK Athens      |
| 21  | DEL  | Alexis Alexandris       | 21 de octubre de 1968 (25 años)    | 10   | Olympiacos      |
| 22  | DEF  | Alexis Alexiou          | 8 de septiembre de 1963 (30 años)  | 8    | PAOK            |

#### Nigeria
Entrenador:  Clemens Westerhof
| No. | Pos. | Jugador             | Fecha de nacimiento (edad)         | Apa. | Club                |
| --- | ---- | ------------------- | ---------------------------------- | ---- | ------------------- |
| 1   | POR  | Peter Rufai         | 24 de agosto de 1963 (30 años)     | 55   | Go Ahead Eagles     |
| 2   | DEF  | Augustine Eguavoen  | 19 de agosto de 1965 (28 años)     | 35   | Kortrijk            |
| 3   | DEF  | Benedict Iroha      | 29 de noviembre de 1969 (24 años)  | 1    | Vitesse             |
| 4   | DEF  | Stephen Keshi       | 23 de enero de 1962 (32 años)      | 59   | Molenbeek           |
| 5   | DEF  | Uche Okechukwu      | 27 de septiembre de 1967 (26 años) | 26   | Fenerbahçe          |
| 6   | DEF  | Chidi Nwanu         | 1 de enero de 1967 (27 años)       | 3    | Anderlecht          |
| 7   | MED  | Finidi George       | 15 de abril de 1971 (23 años)      | 23   | Ajax                |
| 8   | MED  | Thompson Oliha      | 4 de octubre de 1968 (25 años)     | 6    | Africa Sports       |
| 9   | DEL  | Rashidi Yekini      | 23 de octubre de 1963 (30 años)    | 46   | Vitória de Setúbal  |
| 10  | MED  | Jay-Jay Okocha      | 14 de agosto de 1973 (20 años)     | 10   | Eintracht Frankfurt |
| 11  | MED  | Emmanuel Amunike    | 25 de diciembre de 1970 (23 años)  | 8    | Zamalek             |
| 12  | DEL  | Samson Siasia       | 14 de agosto de 1967 (26 años)     | 32   | Nantes              |
| 13  | DEF  | Emeka Ezeugo        | 16 de diciembre de 1965 (28 años)  | 8    | Budapest Honvéd     |
| 14  | DEL  | Daniel Amokachi     | 30 de diciembre de 1972 (21 años)  | 26   | Club Brugge         |
| 15  | MED  | Sunday Oliseh       | 14 de septiembre de 1974 (19 años) | 8    | FC Liège            |
| 16  | POR  | Alloysius Agu       | 12 de julio de 1967 (26 años)      | 5    | FC Liège            |
| 17  | DEL  | Victor Ikpeba       | 12 de junio de 1973 (21 años)      | 10   | Monaco              |
| 18  | DEL  | Efan Ekoku          | 8 de junio de 1967 (27 años)       | 3    | Norwich City        |
| 19  | DEF  | Michael Emenalo     | 14 de julio de 1965 (28 años)      | 0    | Eintracht Trier     |
| 20  | DEF  | Uche Okafor         | 8 de agosto de 1967 (26 años)      | 6    | Hannover 96         |
| 21  | MED  | Mutiu Adepoju       | 22 de diciembre de 1970 (23 años)  | 18   | Racing Santander    |
| 22  | POR  | Wilfred Agbonavbare | 5 de octubre de 1966 (27 años)     | 1    | Rayo Vallecano      |

### Grupo E

#### Italia
Entrenador:  Arrigo Sacchi
| No. | Pos. | Jugador               | Fecha de nacimiento (edad)        | Apa. | Club           |
| --- | ---- | --------------------- | --------------------------------- | ---- | -------------- |
| 1   | POR  | Gianluca Pagliuca     | 18 de diciembre de 1966 (27 años) | 18   | Sampdoria      |
| 2   | DEF  | Luigi Apolloni        | 2 de mayo de 1967 (27 años)       | 1    | Parma          |
| 3   | DEF  | Antonio Benarrivo     | 21 de agosto de 1968 (25 años)    | 8    | Parma          |
| 4   | DEF  | Alessandro Costacurta | 24 de abril de 1966 (28 años)     | 20   | Milan          |
| 5   | DEF  | Paolo Maldini         | 26 de junio de 1968 (25 años)     | 51   | Milan          |
| 6   | DEF  | Franco Baresi         | 8 de mayo de 1960 (34 años)       | 77   | Milan          |
| 7   | DEF  | Lorenzo Minotti       | 8 de febrero de 1967 (27 años)    | 2    | Parma          |
| 8   | DEF  | Roberto Mussi         | 25 de agosto de 1963 (30 años)    | 2    | Torino         |
| 9   | DEF  | Mauro Tassotti        | 19 de enero de 1960 (34 años)     | 5    | Milan          |
| 10  | DEL  | Roberto Baggio        | 18 de febrero de 1967 (27 años)   | 36   | Juventus       |
| 11  | MED  | Demetrio Albertini    | 23 de agosto de 1971 (22 años)    | 15   | Milan          |
| 12  | POR  | Luca Marchegiani      | 22 de febrero de 1966 (28 años)   | 5    | Lazio          |
| 13  | MED  | Dino Baggio           | 24 de julio de 1971 (22 años)     | 13   | Juventus       |
| 14  | MED  | Nicola Berti          | 14 de abril de 1967 (27 años)     | 26   | Inter de Milán |
| 15  | MED  | Antonio Conte         | 31 de julio de 1969 (24 años)     | 1    | Juventus       |
| 16  | MED  | Roberto Donadoni      | 9 de septiembre de 1963 (30 años) | 51   | Milan          |
| 17  | MED  | Alberigo Evani        | 1 de enero de 1963 (31 años)      | 11   | Sampdoria      |
| 18  | DEL  | Pierluigi Casiraghi   | 4 de marzo de 1969 (25 años)      | 16   | Lazio          |
| 19  | DEL  | Daniele Massaro       | 23 de mayo de 1961 (33 años)      | 9    | Milan          |
| 20  | DEL  | Giuseppe Signori      | 17 de febrero de 1968 (26 años)   | 16   | Lazio          |
| 21  | DEL  | Gianfranco Zola       | 5 de julio de 1966 (27 años)      | 6    | Parma          |
| 22  | POR  | Luca Bucci            | 13 de marzo de 1969 (25 años)     | 0    | Parma          |

#### México
Entrenador:  Miguel Mejía Barón
| No. | Pos. | Jugador                      | Fecha de nacimiento (edad)        | Apa. | Club            |
| --- | ---- | ---------------------------- | --------------------------------- | ---- | --------------- |
| 1   | POR  | Jorge Campos                 | 15 de octubre de 1966 (27 años)   | 54   | UNAM            |
| 2   | DEF  | Claudio Suárez               | 17 de diciembre de 1968 (25 años) | 41   | UNAM            |
| 3   | DEF  | Juan de Dios Ramírez Perales | 8 de marzo de 1969 (25 años)      | 42   | UNAM            |
| 4   | DEF  | Ignacio Ambriz               | 7 de febrero de 1965 (29 años)    | 51   | Necaxa          |
| 5   | MED  | Ramón Ramírez                | 5 de diciembre de 1969 (24 años)  | 31   | Santos Laguna   |
| 6   | MED  | Marcelino Bernal             | 27 de mayo de 1962 (32 años)      | 28   | Toluca          |
| 7   | DEL  | Carlos Hermosillo            | 24 de agosto de 1964 (29 años)    | 57   | Cruz Azul       |
| 8   | MED  | Alberto García Aspe          | 11 de mayo de 1967 (27 años)      | 29   | Necaxa          |
| 9   | DEL  | Hugo Sánchez                 | 11 de julio de 1958 (35 años)     | 57   | Rayo Vallecano  |
| 10  | DEL  | Luis García Postigo          | 1 de junio de 1969 (25 años)      | 31   | Atlético Madrid |
| 11  | DEL  | Zague                        | 23 de mayo de 1967 (27 años)      | 48   | América         |
| 12  | POR  | Félix Fernández              | 11 de enero de 1967 (27 años)     | 3    | Atlante         |
| 13  | MED  | Juan Carlos Chávez           | 18 de enero de 1967 (27 años)     | 2    | Atlas           |
| 14  | MED  | Joaquín del Olmo             | 20 de abril de 1969 (25 años)     | 17   | TR Veracruz     |
| 15  | MED  | Missael Espinoza             | 12 de abril de 1965 (29 años)     | 35   | Guadalajara     |
| 16  | DEL  | Luis Antonio Valdez          | 1 de julio de 1965 (28 años)      | 11   | León            |
| 17  | MED  | Benjamín Galindo             | 11 de diciembre de 1960 (33 años) | 35   | Guadalajara     |
| 18  | DEF  | José Luis Salgado            | 3 de abril de 1966 (28 años)      | 2    | Tecos UAG       |
| 19  | DEL  | Luis Miguel Salvador         | 26 de febrero de 1968 (26 años)   | 17   | Atlante         |
| 20  | MED  | Jorge Rodríguez              | 18 de abril de 1968 (26 años)     | 22   | Toluca          |
| 21  | DEF  | Raúl Gutiérrez               | 16 de octubre de 1966 (27 años)   | 21   | Atlante         |
| 22  | POR  | Adrián Chávez                | 27 de junio de 1962 (31 años)     | 7    | América         |

#### Noruega
Entrenador:  Egil Olsen
| No. | Pos. | Jugador             | Fecha de nacimiento (edad)        | Apa. | Club              |
| --- | ---- | ------------------- | --------------------------------- | ---- | ----------------- |
| 1   | POR  | Erik Thorstvedt     | 28 de octubre de 1962 (31 años)   | 84   | Tottenham Hotspur |
| 2   | DEF  | Gunnar Halle        | 11 de agosto de 1965 (28 años)    | 44   | Oldham Athletic   |
| 3   | DEF  | Erland Johnsen      | 5 de abril de 1967 (27 años)      | 20   | Chelsea           |
| 4   | DEF  | Rune Bratseth       | 19 de marzo de 1961 (33 años)     | 57   | Werder Bremen     |
| 5   | DEF  | Stig Inge Bjørnebye | 11 de diciembre de 1969 (24 años) | 34   | Liverpool         |
| 6   | DEL  | Jostein Flo         | 3 de octubre de 1964 (29 años)    | 23   | Sheffield United  |
| 7   | MED  | Erik Mykland        | 21 de julio de 1971 (22 años)     | 25   | Start             |
| 8   | MED  | Øyvind Leonhardsen  | 17 de agosto de 1970 (23 años)    | 29   | Rosenborg         |
| 9   | DEL  | Jan Åge Fjørtoft    | 10 de enero de 1967 (27 años)     | 50   | Swindon Town      |
| 10  | MED  | Kjetil Rekdal       | 6 de noviembre de 1968 (25 años)  | 32   | Lierse            |
| 11  | DEL  | Mini Jakobsen       | 8 de noviembre de 1965 (28 años)  | 44   | Young Boys        |
| 12  | POR  | Frode Grodås        | 24 de octubre de 1964 (29 años)   | 12   | Lillestrøm        |
| 13  | POR  | Ola By Rise         | 14 de noviembre de 1960 (33 años) | 25   | Rosenborg         |
| 14  | DEF  | Roger Nilsen        | 8 de agosto de 1969 (24 años)     | 20   | Sheffield United  |
| 15  | DEF  | Karl Petter Løken   | 14 de agosto de 1966 (27 años)    | 32   | Rosenborg         |
| 16  | DEL  | Gøran Sørloth       | 16 de julio de 1962 (31 años)     | 54   | Bursaspor         |
| 17  | DEF  | Dan Eggen           | 13 de enero de 1970 (24 años)     | 2    | Brøndby           |
| 18  | DEF  | Alf-Inge Håland     | 23 de noviembre de 1972 (21 años) | 3    | Nottingham Forest |
| 19  | MED  | Roar Strand         | 2 de febrero de 1970 (24 años)    | 1    | Rosenborg         |
| 20  | DEF  | Henning Berg        | 1 de septiembre de 1969 (24 años) | 16   | Blackburn Rovers  |
| 21  | DEL  | Sigurd Rushfeldt    | 11 de diciembre de 1972 (21 años) | 1    | Tromsø            |
| 22  | MED  | Lars Bohinen        | 8 de septiembre de 1969 (24 años) | 29   | Nottingham Forest |

#### Irlanda
Entrenador:  Jack Charlton
| No. | Pos. | Jugador          | Fecha de nacimiento (edad)         | Apa. | Club                    |
| --- | ---- | ---------------- | ---------------------------------- | ---- | ----------------------- |
| 1   | POR  | Pat Bonner       | 24 de mayo de 1960 (34 años)       | 73   | Celtic                  |
| 2   | DEF  | Denis Irwin      | 31 de octubre de 1965 (28 años)    | 26   | Manchester United       |
| 3   | DEF  | Terry Phelan     | 16 de marzo de 1967 (27 años)      | 22   | Manchester City         |
| 4   | DEF  | Kevin Moran      | 29 de abril de 1956 (38 años)      | 71   | Blackburn Rovers        |
| 5   | DEF  | Paul McGrath     | 4 de diciembre de 1959 (34 años)   | 65   | Aston Villa             |
| 6   | MED  | Roy Keane        | 10 de agosto de 1971 (22 años)     | 22   | Manchester United       |
| 7   | MED  | Andy Townsend    | 23 de julio de 1963 (30 años)      | 45   | Aston Villa             |
| 8   | MED  | Ray Houghton     | 9 de enero de 1962 (32 años)       | 58   | Aston Villa             |
| 9   | DEL  | John Aldridge    | 18 de septiembre de 1958 (35 años) | 57   | Tranmere Rovers         |
| 10  | MED  | John Sheridan    | 1 de octubre de 1964 (29 años)     | 20   | Sheffield Wednesday     |
| 11  | DEF  | Steve Staunton   | 19 de enero de 1969 (25 años)      | 47   | Aston Villa             |
| 12  | DEF  | Gary Kelly       | 9 de julio de 1974 (19 años)       | 5    | Leeds United            |
| 13  | DEF  | Alan Kernaghan   | 25 de abril de 1967 (27 años)      | 11   | Manchester City         |
| 14  | DEF  | Phil Babb        | 30 de octubre de 1970 (23 años)    | 5    | Coventry City           |
| 15  | DEL  | Tommy Coyne      | 14 de noviembre de 1962 (31 años)  | 14   | Motherwell              |
| 16  | DEL  | Tony Cascarino   | 1 de septiembre de 1962 (31 años)  | 50   | Chelsea                 |
| 17  | DEL  | Eddie McGoldrick | 30 de abril de 1965 (29 años)      | 12   | Arsenal                 |
| 18  | MED  | Ronnie Whelan    | 25 de septiembre de 1961 (32 años) | 50   | Liverpool               |
| 19  | MED  | Alan McLoughlin  | 20 de abril de 1967 (27 años)      | 17   | Portsmouth              |
| 20  | DEL  | David Kelly      | 25 de noviembre de 1965 (28 años)  | 16   | Wolverhampton Wanderers |
| 21  | MED  | Jason McAteer    | 18 de junio de 1971 (22 años)      | 5    | Bolton Wanderers        |
| 22  | POR  | Alan Kelly       | 11 de agosto de 1968 (25 años)     | 3    | Sheffield United        |

### Grupo F

#### Bélgica
Entrenador:  Paul Van Himst
| No. | Pos. | Jugador                 | Fecha de nacimiento (edad)        | Apa. | Club           |
| --- | ---- | ----------------------- | --------------------------------- | ---- | -------------- |
| 1   | POR  | Michel Preud'homme      | 24 de enero de 1959 (35 años)     | 51   | Mechelen       |
| 2   | DEF  | Dirk Medved             | 15 de junio de 1968 (26 años)     | 13   | Club Brugge    |
| 3   | DEF  | Vital Borkelmans        | 1 de junio de 1963 (31 años)      | 19   | Club Brugge    |
| 4   | DEF  | Philippe Albert         | 10 de agosto de 1967 (26 años)    | 30   | Anderlecht     |
| 5   | DEF  | Rudi Smidts             | 12 de agosto de 1963 (30 años)    | 12   | Antwerp        |
| 6   | MED  | Lorenzo Staelens        | 20 de abril de 1964 (30 años)     | 19   | Club Brugge    |
| 7   | MED  | Franky Van Der Elst     | 30 de abril de 1961 (33 años)     | 61   | Club Brugge    |
| 8   | DEL  | Luc Nilis               | 25 de mayo de 1967 (27 años)      | 25   | Anderlecht     |
| 9   | DEL  | Marc Degryse            | 4 de septiembre de 1965 (28 años) | 48   | Anderlecht     |
| 10  | MED  | Enzo Scifo              | 19 de febrero de 1966 (28 años)   | 64   | Monaco         |
| 11  | DEL  | Alexandre Czerniatynski | 28 de julio de 1960 (33 años)     | 30   | Mechelen       |
| 12  | POR  | Filip De Wilde          | 5 de julio de 1964 (29 años)      | 4    | Anderlecht     |
| 13  | DEF  | Georges Grün            | 25 de enero de 1962 (32 años)     | 69   | Parma          |
| 14  | DEF  | Michel De Wolf          | 19 de enero de 1958 (36 años)     | 37   | Anderlecht     |
| 15  | MED  | Marc Emmers             | 25 de febrero de 1966 (28 años)   | 33   | Anderlecht     |
| 16  | MED  | Danny Boffin            | 10 de julio de 1965 (28 años)     | 19   | Anderlecht     |
| 17  | DEL  | Josip Weber             | 16 de noviembre de 1964 (29 años) | 2    | Cercle Brugge  |
| 18  | MED  | Marc Wilmots            | 22 de febrero de 1969 (25 años)   | 23   | Standard Liège |
| 19  | DEF  | Eric Van Meir           | 28 de febrero de 1968 (26 años)   | 2    | Charleroi      |
| 20  | POR  | Dany Verlinden          | 15 de agosto de 1963 (30 años)    | 0    | Club Brugge    |
| 21  | MED  | Stéphane van der Heyden | 3 de julio de 1969 (24 años)      | 3    | Club Brugge    |
| 22  | DEF  | Pascal Renier           | 3 de agosto de 1971 (22 años)     | 1    | Club Brugge    |

#### Marruecos
Entrenador:  Abdellah Blinda
| No. | Pos. | Jugador               | Fecha de nacimiento (edad)        | Apa. | Club                 |
| --- | ---- | --------------------- | --------------------------------- | ---- | -------------------- |
| 1   | POR  | Khalil Azmi           | 23 de agosto de 1964 (29 años)    | 3    | Raja Casablanca      |
| 2   | DEF  | Nacer Abdellah        | 3 de marzo de 1966 (28 años)      | 0    | Waregem              |
| 3   | DEF  | Abdelkrim El Hadrioui | 6 de marzo de 1972 (22 años)      | 2    | FAR Rabat            |
| 4   | MED  | Tahar El Khalej       | 16 de junio de 1968 (26 años)     | 0    | KAC Marrakesh        |
| 5   | DEF  | Smahi Triki           | 1 de agosto de 1967 (26 años)     | 0    | Châteauroux          |
| 6   | DEF  | Noureddine Naybet     | 10 de febrero de 1970 (24 años)   | 5    | Nantes               |
| 7   | MED  | Mustapha Hadji        | 16 de noviembre de 1971 (22 años) | 0    | Nancy                |
| 8   | MED  | Rachid Azzouzi        | 10 de enero de 1971 (23 años)     | 4    | MSV Duisburg         |
| 9   | DEL  | Mohammed Chaouch      | 12 de diciembre de 1966 (27 años) | 2    | Nice                 |
| 10  | MED  | Mustapha El Haddaoui  | 28 de julio de 1961 (32 años)     | 7    | Angers               |
| 11  | MED  | Rachid Daoudi         | 21 de febrero de 1966 (28 años)   | 2    | WAC Casablanca       |
| 12  | POR  | Said Dghay            | 14 de enero de 1964 (30 años)     | ?    | Olympique Casablanca |
| 13  | DEL  | Ahmed Bahja           | 21 de diciembre de 1970 (23 años) | 3    | KAC Marrakesh        |
| 14  | DEF  | Ahmed Masbahi         | 17 de enero de 1966 (28 años)     | ?    | KAC Marrakesh        |
| 15  | MED  | El Arbi Hababi        | 12 de agosto de 1967 (26 años)    | 0    | Olympique Khouribga  |
| 16  | DEL  | Hassan Nader          | 8 de julio de 1965 (28 años)      | 1    | Farense              |
| 17  | DEL  | Abdeslam Laghrissi    | 5 de enero de 1962 (32 años)      | 4    | Raja Casablanca      |
| 18  | DEF  | Rachid Neqrouz        | 10 de abril de 1972 (22 años)     | 0    | Mouloudia Oujda      |
| 19  | DEL  | Abdelmajid Bouyboud   | 24 de octubre de 1966 (27 años)   | 2    | WAC Casablanca       |
| 20  | MED  | Hassan Kachloul       | 19 de febrero de 1973 (21 años)   | 0    | Nîmes                |
| 21  | MED  | Mohamed Samadi        | 21 de marzo de 1970 (24 años)     | 2    | FAR Rabat            |
| 22  | POR  | Zakaria Alaoui        | 17 de junio de 1966 (28 años)     | 0    | KAC Marrakesh        |

#### Países Bajos
Entrenador:  Dick Advocaat
| No. | Pos. | Jugador           | Fecha de nacimiento (edad)         | Apa. | Club           |
| --- | ---- | ----------------- | ---------------------------------- | ---- | -------------- |
| 1   | POR  | Ed de Goey        | 20 de diciembre de 1966 (27 años)  | 14   | Feyenoord      |
| 2   | DEF  | Frank de Boer     | 15 de mayo de 1970 (24 años)       | 25   | Ajax           |
| 3   | MED  | Frank Rijkaard    | 30 de septiembre de 1962 (31 años) | 69   | Ajax           |
| 4   | DEF  | Ronald Koeman     | 21 de marzo de 1963 (31 años)      | 73   | Barcelona      |
| 5   | MED  | Rob Witschge      | 22 de agosto de 1966 (27 años)     | 22   | Feyenoord      |
| 6   | MED  | Jan Wouters       | 17 de julio de 1960 (33 años)      | 66   | PSV Eindhoven  |
| 7   | DEL  | Marc Overmars     | 29 de marzo de 1973 (21 años)      | 13   | Ajax           |
| 8   | MED  | Wim Jonk          | 12 de octubre de 1966 (27 años)    | 15   | Inter de Milán |
| 9   | MED  | Ronald de Boer    | 15 de mayo de 1970 (24 años)       | 9    | Ajax           |
| 10  | DEL  | Dennis Bergkamp   | 10 de mayo de 1969 (25 años)       | 31   | Inter de Milán |
| 11  | DEL  | Bryan Roy         | 12 de febrero de 1970 (24 años)    | 21   | Foggia         |
| 12  | DEL  | John Bosman       | 1 de febrero de 1965 (29 años)     | 27   | Anderlecht     |
| 13  | POR  | Edwin van der Sar | 29 de octubre de 1970 (23 años)    | 0    | Ajax           |
| 14  | DEF  | Ulrich van Gobbel | 16 de enero de 1971 (23 años)      | 6    | Feyenoord      |
| 15  | DEF  | Danny Blind       | 1 de agosto de 1961 (32 años)      | 24   | Ajax           |
| 16  | DEF  | Arthur Numan      | 14 de diciembre de 1969 (24 años)  | 4    | PSV Eindhoven  |
| 17  | DEL  | Gaston Taument    | 1 de octubre de 1970 (23 años)     | 6    | Feyenoord      |
| 18  | DEF  | Stan Valckx       | 20 de octubre de 1963 (30 años)    | 7    | Sporting CP    |
| 19  | DEL  | Peter van Vossen  | 21 de abril de 1968 (26 años)      | 10   | Ajax           |
| 20  | MED  | Aron Winter       | 1 de marzo de 1967 (27 años)       | 38   | Lazio          |
| 21  | DEF  | John de Wolf      | 10 de diciembre de 1962 (31 años)  | 6    | Feyenoord      |
| 22  | POR  | Theo Snelders     | 7 de diciembre de 1963 (30 años)   | 1    | Aberdeen       |

#### Arabia Saudita
Entrenador:  Jorge Solari
| No. | Pos. | Jugador              | Fecha de nacimiento (edad)         | Apa. | Club       |
| --- | ---- | -------------------- | ---------------------------------- | ---- | ---------- |
| 1   | POR  | Mohamed Al-Deayea    | 2 de agosto de 1972 (21 años)      | 32   | Al-Ta'ee   |
| 2   | DEF  | Abdullah Al-Dosari   | 1 de noviembre de 1969 (24 años)   | 12   | Al-Ettifaq |
| 3   | DEF  | Mohammed Al-Khilaiwi | 21 de agosto de 1971 (22 años)     | 37   | Al-Ittihad |
| 4   | DEF  | Abdullah Zubromawi   | 15 de noviembre de 1973 (20 años)  | 12   | Al Ahli    |
| 5   | DEF  | Ahmed Jamil Madani   | 6 de enero de 1970 (24 años)       | 69   | Al-Ittihad |
| 6   | MED  | Fuad Anwar Amin      | 13 de octubre de 1972 (21 años)    | 47   | Al Shabab  |
| 7   | DEL  | Fahad Al-Ghesheyan   | 1 de agosto de 1973 (20 años)      | 0    | Al Hilal   |
| 8   | MED  | Fahad Al-Bishi       | 10 de septiembre de 1965 (28 años) | 15   | Al Nassr   |
| 9   | DEL  | Majed Abdullah       | 1 de noviembre de 1959 (34 años)   | 114  | Al Nassr   |
| 10  | DEL  | Saeed Al-Owairan     | 19 de agosto de 1967 (26 años)     | 7    | Al Shabab  |
| 11  | DEL  | Fahad Al-Mehallel    | 11 de noviembre de 1970 (23 años)  | 30   | Al Shabab  |
| 12  | DEL  | Sami Al-Jaber        | 11 de diciembre de 1972 (21 años)  | 32   | Al Hilal   |
| 13  | DEF  | Mohamed Abd Al-Jawad | 28 de noviembre de 1962 (31 años)  | 117  | Al Ahli    |
| 14  | MED  | Khalid Al-Muwallid   | 23 de noviembre de 1971 (22 años)  | 51   | Al Ahli    |
| 15  | DEF  | Saleh Al-Dawod       | 24 de septiembre de 1968 (25 años) | 0    | Al Shabab  |
| 16  | MED  | Talal Jebreen        | 25 de septiembre de 1973 (20 años) | 0    | Al-Riyadh  |
| 17  | DEF  | Yassir Al-Taifi      | 10 de mayo de 1971 (23 años)       | ?    | Al-Riyadh  |
| 18  | MED  | Awad Al-Anazi        | 24 de septiembre de 1968 (25 años) | 1    | Al Shabab  |
| 19  | MED  | Hamzah Saleh         | 19 de abril de 1967 (27 años)      | 0    | Al Ahli    |
| 20  | DEL  | Hamzah Idris         | 8 de octubre de 1972 (21 años)     | 7    | Ohod       |
| 21  | POR  | Hussein Al-Sadiq     | 15 de octubre de 1973 (20 años)    | 0    | Al Qadsiah |
| 22  | POR  | Ibrahim Al-Helwah    | 18 de agosto de 1972 (21 años)     | 0    | Al-Riyadh  |